# Холодні дзвінки
Холодні дзвінки (англ. cold calls) — рекламні телефонні дзвінки до потенційних клієнтів, які здійснюються торговельними компаніями, з метою налагодження співпраці з ними. Дзвінки робляться без попередньої домовленості, виключно з ініціативи продавця.
Основна ціль таких дзвінків полягає у зборі відомостей про потенційних покупців, інформування їх про вигоди придбання певного продукту або послуги і, в багатьох випадках, призначенні зустрічі.
Існують певні вимоги, яких слід дотримуватися при здійсненні холодних дзвінків:
1. Підготувати попередньо текст варіанту бесіди та майбутніх запитань.
2. Ввічливе ставлення до співрозмовника. В ході розмови періодично називайте співрозмовника по імені, намагайтеся підлаштуватися під його темп мовлення та дайте зрозуміти, що ви його уважно слухаєте.
3. Гранична лаконічність. Коротко означте основний зміст вашої пропозиції, виділяючи при цьому її основні переваги.
4. Найбільша структурованість і чіткість. Говоріть діловито, але не сухо. Не намагайтеся видати всю інформацію одразу – так співрозмовник нічого не зрозуміє. Говоріть чітко, уникайте слів-паразитів.
5. Максимальна образність і зрозумілість.
6. При відмові співрозмовника від пропозиції ні в якому разі не можна наполягати.

В ході здійснення холодних дзвінків співрозмовник може висловлювати заперечення щодо можливої співпраці або зацікавленості у продовженні розмови. Основні дії продавця товару або послуги полягають у тому, що він уважно вислуховує співрозмовника, не перебиваючи його, при можливості з'ясовує причини такого заперечення та умовно погоджується з думкою співрозмовника, висловлюючи при цьому розуміння його позиції і в той же час наводячи конкретні аргументи щодо переваг запропонованої пропозиції.
Схема роботи із запереченнями
| Вислухати заперечення | Умовне погодження | Зв'язка                                                                       | Аргумент              |
| --- | --- | ----------------------------------------------------------------------------- | --------------------- |
| Не перебивайте співрозмовника, дайте йому висловитись При необхідності досліджуйте причини заперечення: "- Чому Ви так вважаєте?" Після відповіді зробіть паузу | Підтвердіть розуміння: "- Я Вас розумію" Не намагайтесь сперечатися, прийміть заперечення: "- Я з Вами погоджуюсь "- Ваша правда…" "- Дійсно…" | Використовуйте: "- І саме тому" "- І в той же час" «АЛЕ» в розмові не вживати | Навести свій аргумент |

## Можливі причини невдач при здійсненні холодних дзвінків
- Відсутність чіткої цілі розмови.
- Достатньою мірою не опрацьована вся відома інформація про клієнта.
- Завчасно не продумана лінія ведення розмови.
- В процесі розмови домінує монолог продавця.
- Невміння ставити потрібні запитання.
- Не ведеться запис інформації, отриманої в ході бесіди.
- Домовленість в кінці розмови носить неконкретний характер.

## Законодавство України
Холодні дзвінки заборонені як агресивна підприємницька практика[уточнити].